# 1617

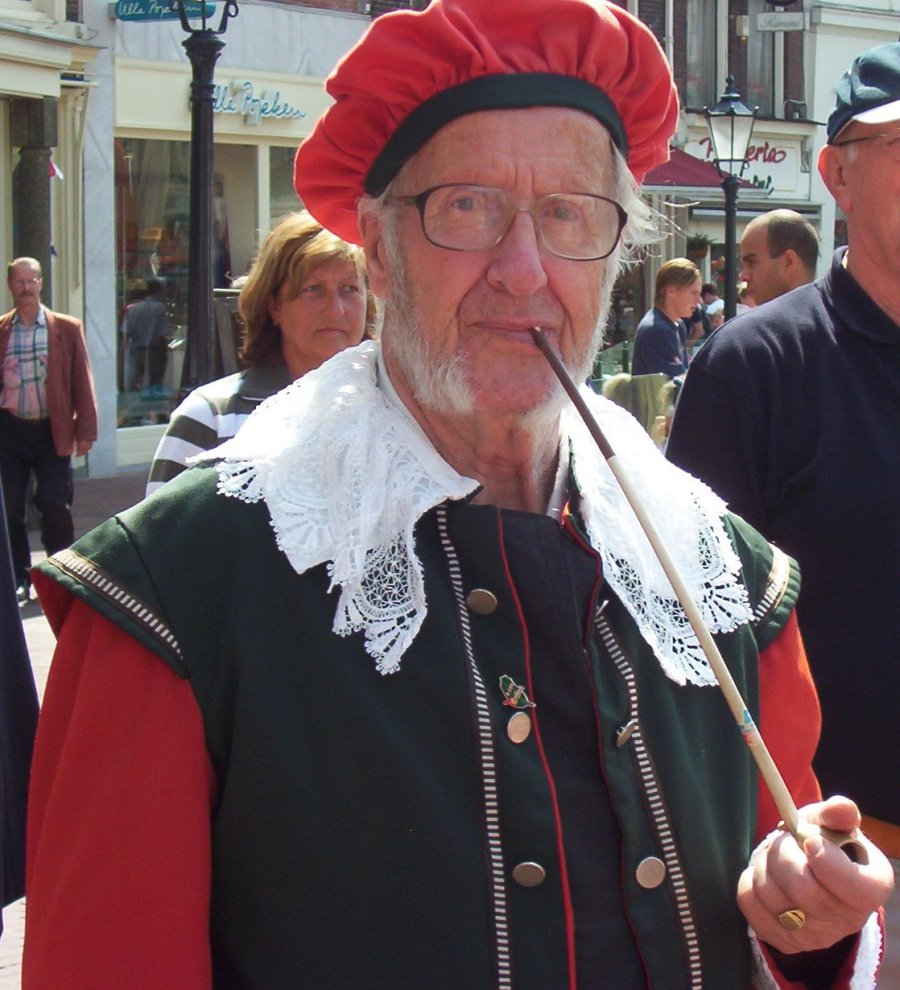
Gouwenaar met pijp

Het jaar 1617 is het 17e jaar in de 17e eeuw volgens de christelijke jaartelling.

## Gebeurtenissen
februari
- 27 - Rusland en Zweden beëindigen hun oorlog met het Verdrag van Stolbovo. Het verdrag is vooral voordelig voor Zweden, dat de Russische gebieden Ingermanland en Oost-Karelië in handen krijgt, waaronder de strategisch zeer belangrijke forten Kexholm en Nöteborg. Zweden moet wel het veroverde Novgorod teruggeven aan Rusland, Michaël I als rechtmatige tsaar van Rusland erkennen en alle andere claims op Russisch grondgebied opgeven. Rusland krijgt ook het recht tot vrije handel met normale handelstarieven.

juni
- 12 In Ayutthaya tekenen de VOC en de koning een verdrag waarbij het Nederlandse handelsbedrijf het monopolie krijgt in de handel van dierenhuiden.

juli
- 9 - In Den Haag wordt de leegstaande Kloosterkerk gekraakt door contraremonstranten.

augustus
- 4 - De Staten van Holland nemen de "Scherpe Resolutie" aan: de steden van Holland worden gemachtigd om waardgelders in dienst te nemen teneinde woelingen te onderdrukken. Met dit besluit komt de raadspensionaris Johan van Oldenbarnevelt rechtstreeks in botsing met stadhouder Maurits van Nassau, de latere prins van Oranje. Volgens de prins zijn aanwerven en afdanken van troepen bevoegdheden van de Staten-Generaal.

september
- 1 - De vuurtoren van Urk wordt voor het eerst ontstoken.
- 23 - Samuel Coster, P.C. Hooft en Bredero stichten de Eerste Nederduytsche Academie in Amsterdam.
- 26 - Met de Vrede van Madrid komt een einde aan de Uskokoorlog tussen de republiek Venetië en Binnen-Oostenrijk.

november
- 22 - Engelse aanval op de Hollandse factorij te Bantam.

zonder datum
- Pestepidemie in Amsterdam.
- De eerste Engelse pijpmaker begint in Gouda een bedrijfje.
- In Frankrijk benoemt Lodewijk XIII de hertog van Luynes tot hoofd van de regering. Daarmee komt een einde aan de invloed van de koningin-moeder Maria de' Medici.

## Beeldende kunst

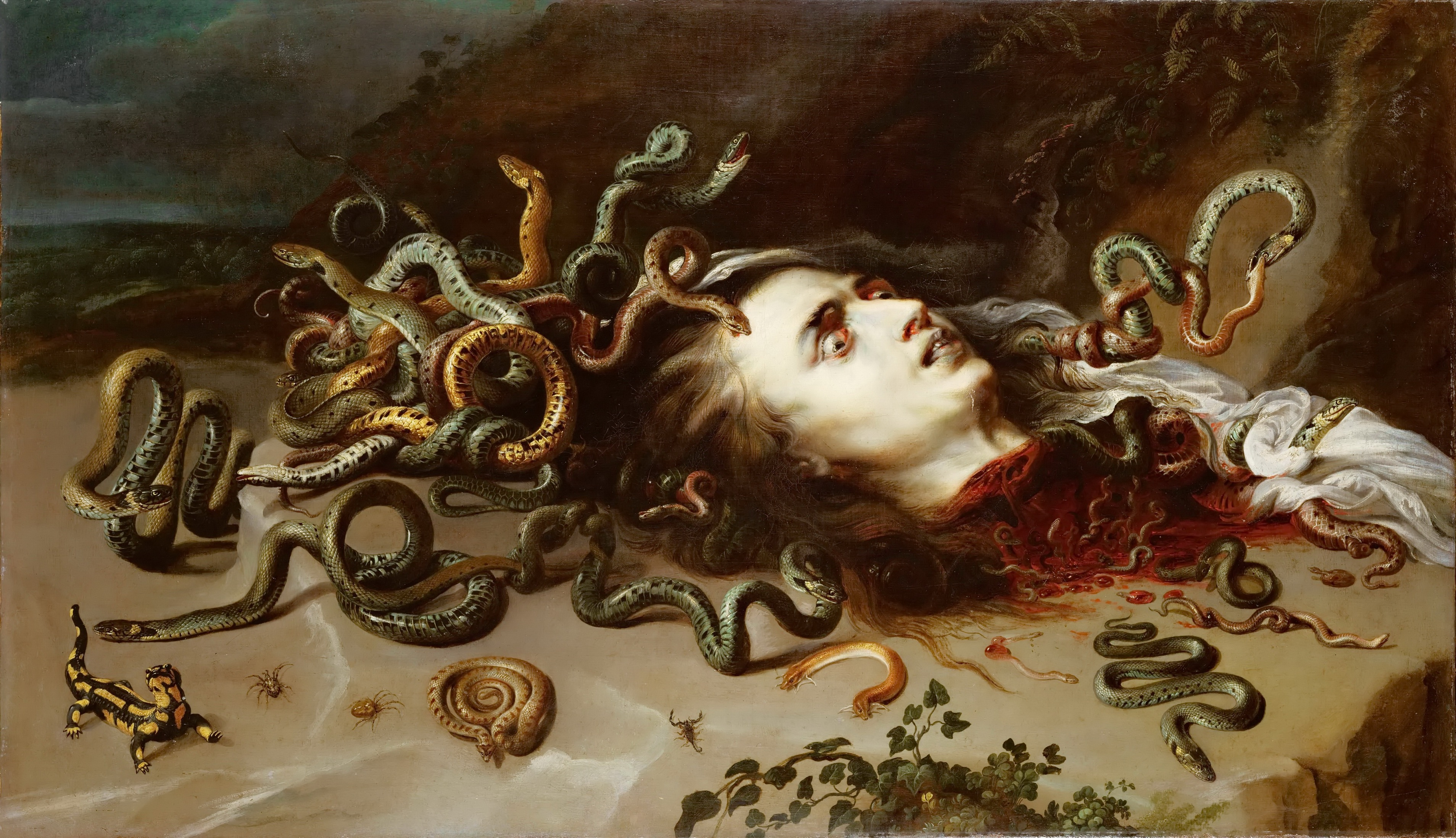
Medusa (Rubens) (ca. 1617) Kunsthistorisches Museum Wien

## Bouwkunst

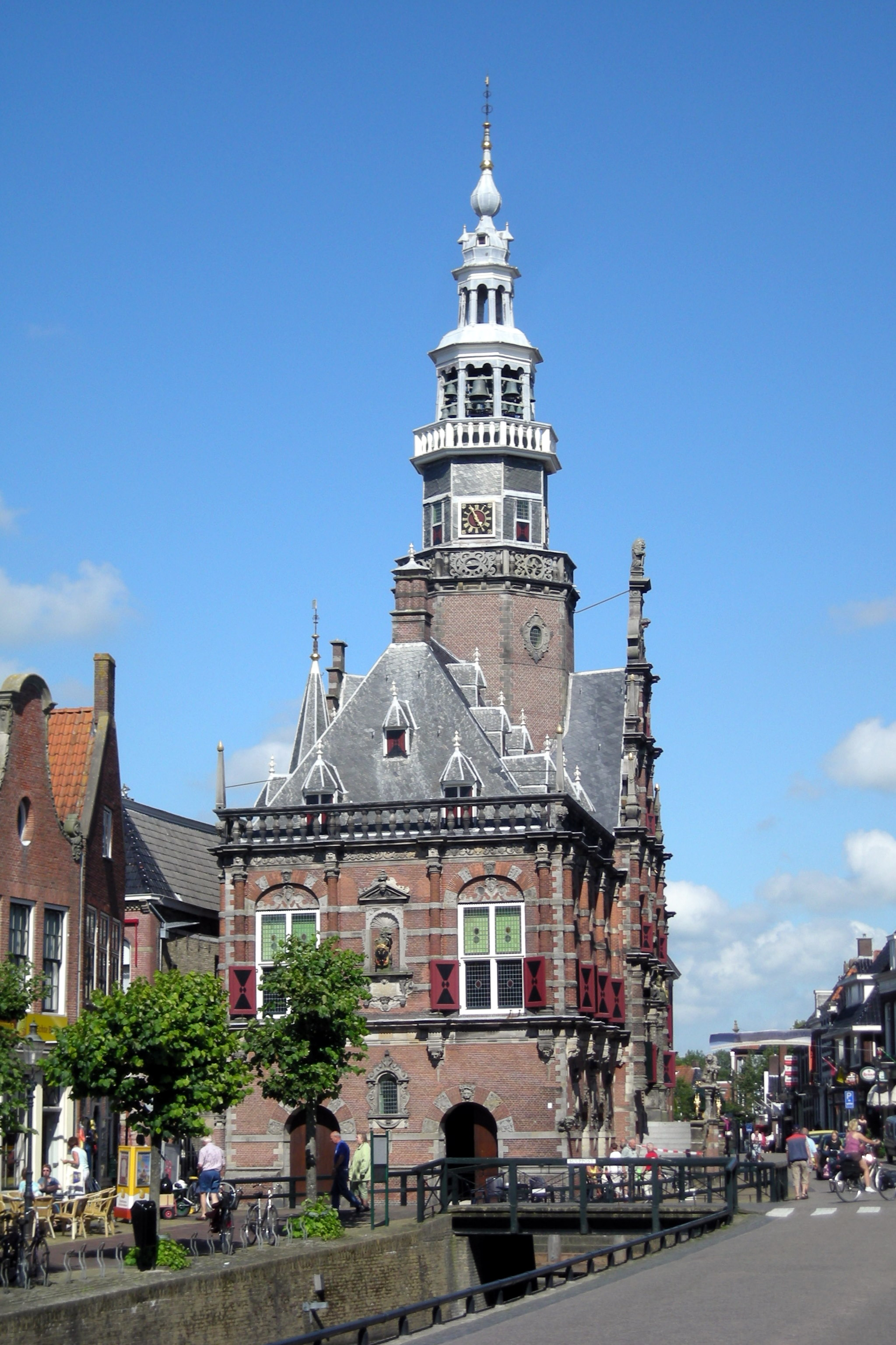
Stadhuis van Bolsward (1617)
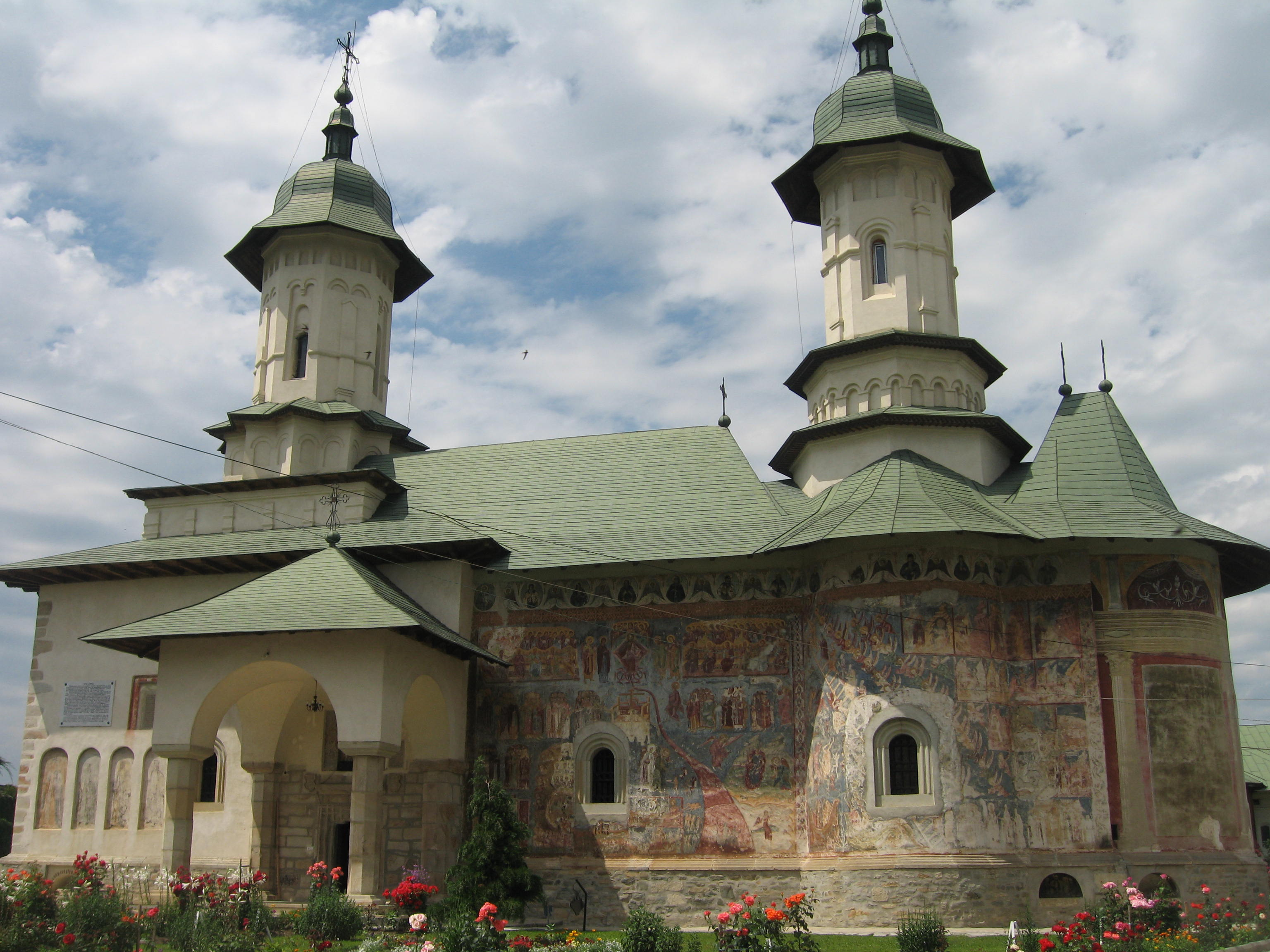
Râşca klooster, Roemenië (1617)

## Geboren
september
- 25 - Simon Grundel-Helmfelt, Zweeds maarschalk en baron (overleden 1676)

datum onbekend
- Gerard Ter Borch, Nederlands schilder.

## Overleden
januari
- 1 - Hendrick Goltzius (58), Nederlands schilder die tot het maniërisme wordt gerekend.

september
- 27 - Johan Ernst van Nassau-Siegen (34), Duits graaf en militair